# 小行星3151
小行星3151（3151 Talbot）是一颗围绕太阳公转的小行星。1983年4月18日，諾曼·G·托馬斯在可可尼诺县发现了此天体。
該小行星以英國發明家和攝影先驅亨利·福克斯·塔爾博特命名。
这颗小行星的绝对星等为37.04235等。